# Orli Shoshan

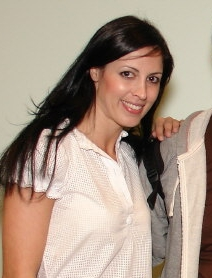
Orli Shoshan

Orli Shoshan (* 23. Juli 1974 in Moshav Addirim, Israel) ist eine israelische Schauspielerin und Model.
Sie wurde vor allem durch ihre Auftritte in den Episoden II und III von Star Wars als Shaak Ti bekannt. Mit 18 Jahren diente sie in der israelischen Armee, fast zwei Jahre lang, danach arbeitete sie zwei weitere Jahre bei der israelischen Fluggesellschaft El Al. 1997 zog sie nach Sydney und begann ihre Karriere als Model, unter anderem beim Label Priscilla's. Auch trat sie in der australischen Fitness-Show Aerobics Oz Style auf, die laut eigenen Angaben jede Woche von rund 40 Millionen Menschen weltweit gesehen wird. Ab dieser Zeit spielte sie auch in diversen Werbespots mit oder war in Magazinen zu sehen.
2002 startete sie ihr eigenes Modelabel mit dem Namen „Orli“. 2005 zog sie nach Japan, weil ihr dort eine interessante Stelle als Model angeboten wurde, wo sie insgesamt nur fünf Monate blieb, um sich 2006 der Schauspielschule „The Studio“ in Israel zu widmen.
Wegen ihrer Popularität entdeckte sie das Casting-Team für Star Wars: Episode II – Angriff der Klonkrieger, woraufhin sie in den beiden Produktionen 2002 und 2005 mitwirkte.

## Filmografie (Auswahl)
- Aerobics Oz Style
- Star Wars: Episode II – Angriff der Klonkrieger
- Star Wars: Episode III – Die Rache der Sith